# Mácsay Lukács
Mácsay Lukács, Lukaš Mačaj (Garamkeszi, 1816. október 6. – Budapest, 1879. március 11.) ügyvéd, újságíró, országgyűlési követ, országgyűlési képviselő.

## Élete
Középiskoláit Léván, Pozsonyban, az egyetemet Pesten végezte, ahol ügyvéd lett. 1849-ben a Bars megyei újbányai kerület országgyűlési képviselője lett. A világosi események után bujdosott 1855-ig; ekkor az ügyvédi pályát Pesten tovább folytatta. 1861-ben ismét Újbánya képviselője lett. 1879-ben Budapesten a Dunában lelte halálát. Örök nyugalomra helyezték 1879. március 11-én délután a Fiumei úti sírkertben.
Cikkei a pesti lapokban és a Jogtudományi Hetilapban (1867. A herczeg Eszterházy-féle ügyben válasz.)
Szerkesztette a Prjat’el Ludu (Nép barátja) című hírlapot 1848. októbertől decemberig, 1849. áprilistól májusig és 1861-ben Pesten.